# Рифи Міловзорова
Ри́фи Міловзо́рова (рос. Рифы Миловзорова) — група островів в Північному Льодовитому океані, у складі архіпелагу Земля Франца-Йосифа. Адміністративно належать до Приморського району Архангельської області Росії.

## Географія
Острови знаходяться в північній частині архіпелагу, входять до складу Землі Зичі. Розташовані біля північно-східного берега острова Паєра, навпроти мису Гострий Нос.
Складаються з 5 невеликих витягнутих островів, які не вкриті льодом. Вони простяглись смугою від острова Паєра до сусіднього острова Столічка.

## Історія
Острови названі 1953 року на честь полярного капітана Павла Міловзорова.